# 生駒大洋
生駒 大洋（いこま まさひろ）は、日本の惑星科学者・天文学者。専門は、理論惑星科学、系外惑星科学。国立天文台教授。博士（理学）。大阪府出身。

## 略歴
- 1991年3月：大阪府立高津高等学校を卒業
- 1996年3月：東京工業大学理学部 地球・惑星科学科を卒業
- 2001年3月：東京工業大学大学院理工学研究科地球惑星科学専攻を修了。博士（理学）の学位を取得。
- 2001年4月：日本学術振興会特別研究員(PD)に採用（東京工業大学在籍）
- 2004年11月：東京工業大学大学院理工学研究科特任助教（21世紀COE）に就任
- 2007年3月：東京工業大学大学院理工学研究科 地球惑星科学専攻助教に就任
  - 2008年：フランス コートダジュール天文台（旧ニース天文台）客員研究員
- 2012年2月：東京大学大学院理学系研究科地球惑星科学専攻准教授に就任
- 2021年4月：国立天文台科学研究部教授に就任

## 著書
学位論文
- 「The gas accretion process of giant planets on the basis of the nucleated instability model(核不安定モデルに基づいた木星型惑星のガス集積過程)」[1]

共著
- 『太陽系と惑星 (シリーズ現代の天文学9)』渡部潤一・井田茂・佐々木晶共著、日本評論社、2008年2月、ISBN 978-4-535-60729-3

## 受賞
- 2008年11月：日本惑星科学会最優秀研究者賞
- 2011年8月：東京工業大学挑戦的研究賞
- 2012年4月：文部科学省科学技術分野の文部科学大臣表彰若手科学者賞
- 2017年5月：地球惑星科学振興西田賞